# Коханці (фільм, 1968)
Коханці (італ. Amanti, фр. Le temps des amants, інша назва «Місця для закоханих») — сумісна франко-італійська мелодрами режисера Вітторіо Де Сіки за творами Брунело Ронді. Фільм знято англійською мовою. Прем'єра стрічки відбулась 19 грудня 1968 року.

## У ролях
- Фей Данавей
- Марчелло Мастроянні
- Керолайн Мортімер — Меггі
- Карін Енгх — Гризельда
- Івон Жильбер — Марі
- Мірелла Памфілі — гостя на вечірці
- Есмеральда Русполі — дружина прокурора
- Енріко Сімонетті —  аніматор
- Девід Ерчелл
- Березень Бакман